# Длинное (озеро, Калевальский район)
Длинное, Карьянъярви — пресноводное озеро на территории Боровского сельского поселения Калевальского района Республики Карелии.

## Общие сведения
Площадь озера — 1,9 км². Располагается на высоте 133,5 метров над уровнем моря.
Форма озера лопастная, продолговатая: оно сильно вытянуто с северо-запада на юго-восток. Берега каменисто-песчаные, местами заболоченные.
Длинное через ряд проток и озёр соединяется с рекой Лавож, которая втекает в реку Ниву, впадающую в реку Мелличайоки. Последняя в свою очередь втекает в реку Чирко-Кемь.
В озере расположено не менее шести безымянных островов различной площади.
У северо-западной оконечности озера проходит автозимник.
Код объекта в государственном водном реестре — 02020000911102000005667.